# Wilfred Grep
Wilfred Armand Grep (1 januari 1933 - Paramaribo, 16 januari 1992) was een Surinaams politicus. Hij diende als minister van transport, communicatie en toerisme in het kabinet-Shankar (1988-1990) voor de NPS.

## Biografie
Grep was betrokken bij de onderhandelingen met de Nederlandse minister van buitenlandse zaken Van den Broek over de hervatting van de ontwikkelingshulp die Nederland had opgeschort wegens de dictatuur en de corruptie in de regering Arron. Nederland wilde het verdrag daarover openbreken en de hulp internationaliseren. Grep verklaarde zich daarover mordicus tegen omdat dit gezien werd als een Nederlandse poging van zijn verplichtingen ontslagen te geraken.

In de jaren 1985-1986 leidde hij de eerste commissie herstructurering van de Stichting Machinale Landbouw. De aanbevelingen ervan werden later door Bouterse opzijgeschoven.
In 1988 leidde hij een delegatie samen met parlementsvoorzitter Lachmon naar Curaçao. Daar bestond wrevel over de weigering van Suriname om deviezen vrij te maken voor betalingen aan de Antilliaanse Luchtvaart Maatschappij.
Op 29 april 1988 trad onder zijn bewind een nieuwe regeling voor de salariëring voor loodsen in werking. Op 7 juni 1989 gebeurde de SLM-ramp die voor Suriname langdurige gevolgen had omdat de Amerikaanse luchtvaartautoriteiten de statius van Surnaamse toestellen degradeerde naar categorie 2. Dit betekende dat ze niet langer in de Verenigde Staten mochten landen en dat had veel verlies voor de SLM ten gevolge.
De Telefooncoup van december 1990 maakte een einde aan zijn ministerschap.